# Страхиња Стојковић
Страхиња Стојковић (Београд, 8. март 2007) српски је фудбалер који тренутно наступа за Сент Етјен.

## Каријера
Стојковић је две године провео у школи фудбала Оле и касније је прешао у Црвену звезду где је прошао све млађе категорије. Током омладинског узраста се истакао наступима у УЕФА Лиги младих после чега је добио позив да се прикључи првом тиму. Званично је дебитовао на сусрету 26. кола Суперлиге Србије, с екипом ИМТ-а, када је наступио у последњих 15 минута. Неколико дана касније постао је пунолетан, а убрзо након тога продужио је уговор с клубом до 2029. године. Паралелно с првим тимом, у складу с установљеним Правилником, Стојковић је прослеђен Графичару. Свој први погодак у професионалној каријери постигао је у победи над Борцем у оквиру 23. кола Прве лиге Србије. На затварању сезоне у Суперлиги Србије одиграо је читав сусрет с екипом лучанске Младости и изнудио једанаестерац који је претходио првом поготку домаће екипе на Стадиону Рајко Митић. Поред четири утакмице у првенству, допринео је освајању дупле круне наступима у Купу Србије и у том такмичењу забележио је једну асистенцију. Наступио је за Графичар и на отварању сезоне 2025/26. у Првој лиги Србије, забележивши асистенцију за Вељка Младеновића у победи над Мачвом у Шапцу. Неколико дана касније остварио је инострани трансфер у Сент Етјен с којим је потписао четворогодишњи уговор. Вредност трансфера процењена је на око два и по милиона евра, уз могућност бонуса.

## Репрезентација
За пионирску репрезентацију Србије Стојковић је дебитовао у двомечу с Босном и Херцеговином током септембра 2021. Наредне године наставио је да наступа и у старијем узрасту. Касније је позиван и у селекције до 17 и 18 година старости. Селектор омладинске репрезентације Србије, Александар Луковић, позвао је Стојковића за двомеч с Русијом у октобру 2024. после чега је наступио и на почетку квалификационог циклуса утакмица за Европско првенство.

## Статистика

### Клупска
Ажурирано 10. августа 2025.
|                           |          |                  |    |   |   |   |   |   |   |   |    |   |  |  |
| Црвена звезда             | 2024/25. | Суперлига Србије | 4  | 0 | 2 | 0 | 0 | 0 | — | — | 6  | 0 |  |  |
| Црвена звезда             | 2025/26. | Суперлига Србије | 0  | 0 | 0 | 0 | 0 | 0 | — | — | 0  | 0 |  |  |
| Црвена звезда             | Укупно   | Укупно           | 4  | 0 | 2 | 0 | 0 | 0 | — | — | 6  | 0 |  |  |
|                           |          |                  |    |   |   |   |   |   |   |   |    |   |  |  |
| Графичар (уговорени клуб) | 2024/25. | Прва лига Србије | 6  | 1 | — | — | — | — | — | — | 6  | 1 |  |  |
| Графичар (уговорени клуб) | 2025/26. | Прва лига Србије | 1  | 0 | — | — | — | — | — | — | 1  | 0 |  |  |
| Графичар (уговорени клуб) | Укупно   | Укупно           | 7  | 1 | — | — | — | — | — | — | 7  | 1 |  |  |
|                           |          |                  |    |   |   |   |   |   |   |   |    |   |  |  |
| Каријера                  | Каријера | Каријера         | 11 | 1 | 2 | 0 | 0 | 0 | — | — | 13 | 1 |  |  |
|                           |          |                  |    |   |   |   |   |   |   |   |    |   |  |  |

### Утакмице у дресу репрезентације
| Репрезентација Србије у узрасту до 15 година старости | Репрезентација Србије у узрасту до 15 година старости | Репрезентација Србије у узрасту до 15 година старости | Репрезентација Србије у узрасту до 15 година старости | Репрезентација Србије у узрасту до 15 година старости | Репрезентација Србије у узрасту до 15 година старости | Репрезентација Србије у узрасту до 15 година старости | Репрезентација Србије у узрасту до 15 година старости | Репрезентација Србије у узрасту до 15 година старости | Репрезентација Србије у узрасту до 15 година старости |
| #                                                     | Датум                                                 | Такмичење                                             | Локација                                              | Домаћин                                               | Резултат                                              | Гост                                                  | Гол                                                   | Реф.                                                  |                                                       |
| ----------------------------------------------------- | ----------------------------------------------------- | ----------------------------------------------------- | ----------------------------------------------------- | ----------------------------------------------------- | ----------------------------------------------------- | ----------------------------------------------------- | ----------------------------------------------------- | ----------------------------------------------------- | ----------------------------------------------------- |
| 1.                                                    | 28. септембар 2021.                                   | Пријатељска утакмица                                  | Стадион на Ади Циганлији, Београд                     | Србија                                                | 2 : 0                                                 | Босна и Херцеговина                                   |                                                       | [ 25 ]                                                |                                                       |
| 2.                                                    | 30. септембар 2021.                                   | Пријатељска утакмица                                  | Стадион на Ади Циганлији, Београд                     | Србија                                                | 3 : 1                                                 | Босна и Херцеговина                                   |                                                       | [ 26 ]                                                |                                                       |
| 2                                                     | Укупан број утакмица и постигнутих погодака           | Укупан број утакмица и постигнутих погодака           | Укупан број утакмица и постигнутих погодака           | Укупан број утакмица и постигнутих погодака           | Укупан број утакмица и постигнутих погодака           | Укупан број утакмица и постигнутих погодака           |                                                       |                                                       |                                                       |

| Репрезентација Србије у узрасту до 16 година старости | Репрезентација Србије у узрасту до 16 година старости | Репрезентација Србије у узрасту до 16 година старости | Репрезентација Србије у узрасту до 16 година старости | Репрезентација Србије у узрасту до 16 година старости | Репрезентација Србије у узрасту до 16 година старости | Репрезентација Србије у узрасту до 16 година старости | Репрезентација Србије у узрасту до 16 година старости | Репрезентација Србије у узрасту до 16 година старости | Репрезентација Србије у узрасту до 16 година старости |
| #                                                     | Датум                                                 | Такмичење                                             | Локација                                              | Домаћин                                               | Резултат                                              | Гост                                                  | Гол                                                   | Реф.                                                  |                                                       |
| ----------------------------------------------------- | ----------------------------------------------------- | ----------------------------------------------------- | ----------------------------------------------------- | ----------------------------------------------------- | ----------------------------------------------------- | ----------------------------------------------------- | ----------------------------------------------------- | ----------------------------------------------------- | ----------------------------------------------------- |
| 1.                                                    | 18. октобар 2022.                                     | Пријатељска утакмица                                  | Стадион у Софији                                      | Бугарска                                              | 1 : 5                                                 | Србија                                                |                                                       | [ 27 ]                                                |                                                       |
| 2.                                                    | 20. октобар 2022.                                     | Пријатељска утакмица                                  | Стадион у Софији                                      | Бугарска                                              | 1 : 1                                                 | Србија                                                |                                                       | [ 28 ]                                                |                                                       |
| 3.                                                    | 2. март 2023.                                         | Пријатељска утакмица                                  | Тренинг камп ФК Будућност, Подгорица                  | Црна Гора                                             | 1 : 2                                                 | Србија                                                |                                                       | [ 29 ]                                                |                                                       |
| 4.                                                    | 13. април 2023.                                       | Развојни турнир УЕФА                                  | Кућа фудбала, Стара Пазова                            | Србија                                                | 0 : 4                                                 | Гана                                                  |                                                       | [ 30 ]                                                |                                                       |
| 5.                                                    | 15. април 2023.                                       | Развојни турнир УЕФА                                  | Кућа фудбала, Стара Пазова                            | Србија                                                | 0 : 2                                                 | Швајцарска                                            |                                                       | [ 31 ]                                                |                                                       |
| 6.                                                    | 18. април 2023.                                       | Развојни турнир УЕФА                                  | Кућа фудбала, Стара Пазова                            | Србија                                                | 0 : 7                                                 | Шпанија                                               |                                                       | [ 32 ]                                                |                                                       |
| 6                                                     | Укупан број утакмица и постигнутих погодака           | Укупан број утакмица и постигнутих погодака           | Укупан број утакмица и постигнутих погодака           | Укупан број утакмица и постигнутих погодака           | Укупан број утакмица и постигнутих погодака           | Укупан број утакмица и постигнутих погодака           |                                                       |                                                       |                                                       |

| Репрезентација Србије у узрасту до 19 година старости | Репрезентација Србије у узрасту до 19 година старости | Репрезентација Србије у узрасту до 19 година старости | Репрезентација Србије у узрасту до 19 година старости | Репрезентација Србије у узрасту до 19 година старости | Репрезентација Србије у узрасту до 19 година старости | Репрезентација Србије у узрасту до 19 година старости | Репрезентација Србије у узрасту до 19 година старости | Репрезентација Србије у узрасту до 19 година старости | Репрезентација Србије у узрасту до 19 година старости |
| #                                                     | Датум                                                 | Такмичење                                             | Локација                                              | Домаћин                                               | Резултат                                              | Гост                                                  | Гол                                                   | Реф.                                                  |                                                       |
| ----------------------------------------------------- | ----------------------------------------------------- | ----------------------------------------------------- | ----------------------------------------------------- | ----------------------------------------------------- | ----------------------------------------------------- | ----------------------------------------------------- | ----------------------------------------------------- | ----------------------------------------------------- | ----------------------------------------------------- |
| 1.                                                    | 14. октобар 2024.                                     | Пријатељска утакмица                                  | Кућа фудбала, Стара Пазова                            | Србија                                                | 2 : 4                                                 | Русија                                                |                                                       | [ 33 ]                                                |                                                       |
| 2.                                                    | 15. октобар 2024.                                     | Пријатељска утакмица                                  | Стадион Карађорђе, Нови Сад                           | Србија                                                | 4 : 2                                                 | Русија                                                |                                                       | [ 34 ]                                                |                                                       |
| 3.                                                    | 13. новембар 2024.                                    | Квалификације за Европско првенство                   | Градски стадион, Сисак                                | Србија                                                | 2 : 2                                                 | Белорусија                                            |                                                       | [ 35 ]                                                |                                                       |
| 3                                                     | Укупан број утакмица и постигнутих погодака           | Укупан број утакмица и постигнутих погодака           | Укупан број утакмица и постигнутих погодака           | Укупан број утакмица и постигнутих погодака           | Укупан број утакмица и постигнутих погодака           | Укупан број утакмица и постигнутих погодака           |                                                       |                                                       |                                                       |

## Трофеји, награде и признања
Црвена звезда
- Суперлига Србије : 2024/25.[36]
- Куп Србије : 2024/25.[37]